# Grand Hotel Chandolin

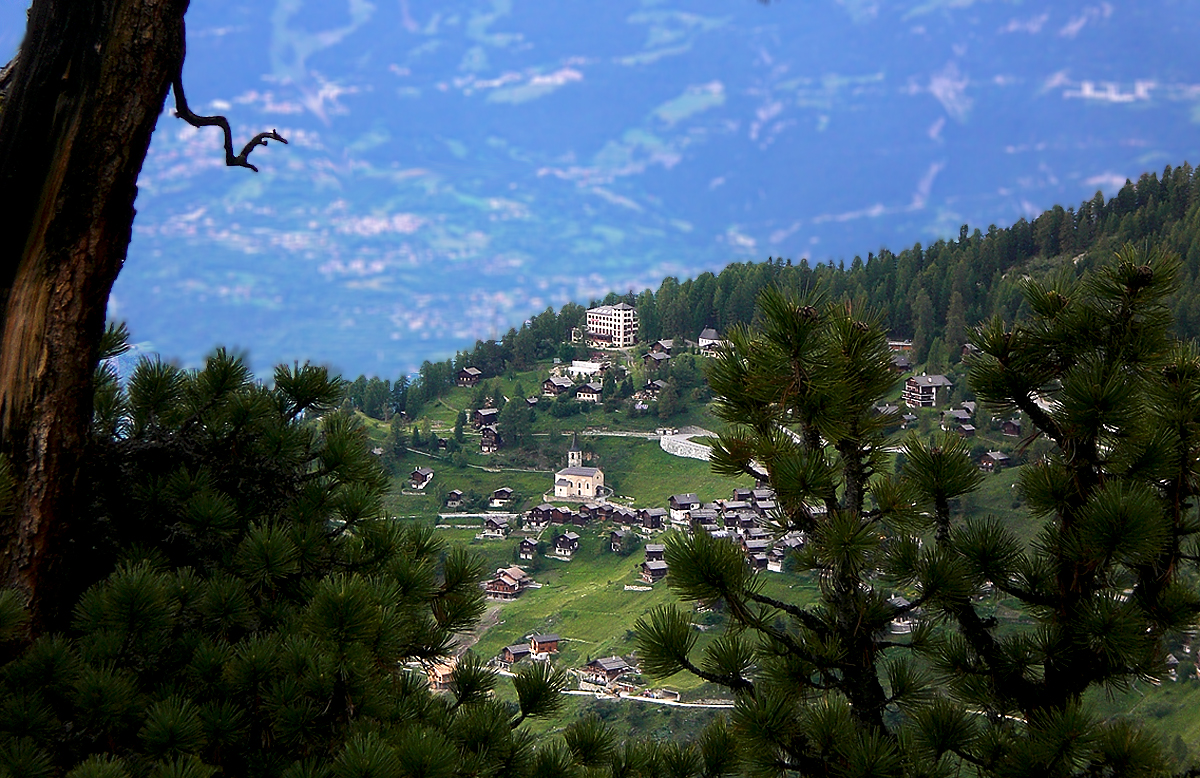
Das Hotel oberhalb des Ortes Chandolin

Das Grand Hotel Chandolin ist ein Hotel im Schweizer Kanton Wallis. Es liegt auf 1980 m ü. M. im Ort Chandolin im Val d’Anniviers, einem südlichen Seitental des Rhonetals.
Das Hotel wurde 1897 eröffnet. Nach über einhundert Jahren mit abwechslungsreicher und bewegter Geschichte, ist es nach wie vor als Beherbergungsunternehmen und kultureller Begegnungsort in Betrieb.

## Geschichte
In der zweiten Hälfte des 19. Jahrhunderts stieg der Bedarf nach Beherbergungseinrichtungen im Val d’Anniviers. Gründe waren die gute Anbindung durch die Dampfeisenbahn im Rhônetal, der Höhepunkt der Bergsteigerepoche und die damit verbundene Popularität der Alpen. Von weiterer Bedeutung waren auch Luftkuren im Höhenklima der Alpen als Therapie gegen Tuberkulose.

### Bau
Der Schweizer Bergführer und Hotelier Pierre Pont (1831–1912) begann im Jahre 1893 mit dem Bau des Grand Hotel Chandolin. Geplant wurde es vom Architekten Louis Henry Maillard aus Vevey. Bis zu 50 Arbeiter wurden auf der Baustelle eingesetzt. Sie wurden unterstützt von 40 Mauleseln, welche die Baumaterialien aus dem Tal zur Baustelle transportierten. In einem vor Ort errichteten Kalkofen wurde der Mörtel für das Haus gefertigt. Möbel, Fenster und Türen wurden ebenfalls direkt vor Ort hergestellt. Nach einer Bauzeit von vier Jahren wurde das Hotel 1897 eröffnet. Das Fehlen einer auf die Grösse des Hotels ausgelegten Heizung und eine unzuverlässige Stromversorgung verhinderten jedoch vorerst einen ganzjährigen Betrieb.

### Besitzer
Ab dem Jahre 1937 übernahm Pierre Ponts Sohn Marc das Haus. Dieser installierte eine Heizung. Regelmässigen Strom gab es jedoch erst ab 1957. Während des Zweiten Weltkrieges verschlechterte sich die wirtschaftliche Situation des Hotels. Der Tourismus wurde durch die Grenzschliessung zur Schweiz behindert. Fortschritte im Bereich Verkehr und Tourismus ermöglichten weitere Reisen und somit rückte unter anderem der Himalaya als attraktives Ziel für Bergsteiger in den Fokus. Tuberkulose konnte ab Mitte 1940 erfolgreich mit Medikamenten behandelt werden. Die Bedeutung des Val d’Anniviers als Luftkurort nahm daraufhin ab. Für Marc Pont wurde es daher schwer, einen Nachfolger für das Haus zu finden. Zusätzlich erschwert durch die damaligen Schweizer Gesetze (Lex von Moos und später die Lex Furgler; siehe Lex Koller), welche Kauf und Renovation von Grund durch Ausländer verboten. Marc Pont übergab das Haus 1971 einer Gruppe Wallisern. Diese musste das Haus schon nach kurzer Zeit schwer verschuldet verkaufen. Der neue Besitzer war Pierre-Philipp Ruedin. Der Architekt aus Genf war 10 Jahre lang Eigentümer des Hauses. Er renovierte und vermietete das Hotel in dieser Zeit an Intersoc, den Reisedienstleister einer belgischen Krankenkasse. Anschliessend verkaufte Ruedin das Grand Hotel an die Schweizer Pensionskasse CIA. Pierre-Philipp Ruedins geschiedene Frau Boriana Ruedin, eine Pianistin, ging erfolgreich gegen den Verkauf an und wurde mit Hilfe einer Bank aus Genf neue Besitzerin. Nach einer kurzen Phase, in der das Haus für kulturelle Projekte genutzt wurde, fiel es wegen finanzieller Probleme der Schweizer Bank UBS zu. Obwohl sie kein Wirtepatent besass, versuchte Frau Ruedin das Haus weiter zu betreiben. Im Jahr 1997 zwangen sie mangelnder Erfolg und gesundheitliche Probleme das Haus zu verlassen.
Das Haus stand in den folgenden vier Jahren leer. Eine schweizerisch-deutsche Investorengruppe gründet 2001 die Aktiengesellschaft «Le Grand Hôtel Chandolin SA», um das Haus wieder als Hotel zu öffnen. Nach umfangreichen und aufwendigen Renovierungsmassnahmen ist das Haus seit 2001 wieder im ganzjährigen Betrieb. Heute hat es 55 Zimmer und kann bis zu 140 Personen beherbergen. Das Erdgeschoss wurde weitgehend im Originalzustand erhalten und stellt mit seinem altehrwürdigen Ballsaal, Wintergarten und Kaminzimmer den architektonischen Höhepunkt des Hauses dar.

### Berühmte Gäste
In seiner wechselvollen Geschichte beherbergte das Grand Hotel zahlreiche berühmte Persönlichkeiten. Dazu gehörten Ferdinand Graf von Zeppelin, Grossadmiral Alfred von Tirpitz, der Komponist Paul Hindemith und der Maler Edouard Ravel (Onkel des Komponisten Maurice Ravel). Edouard Ravel malte einige seiner Werke im Grand Hotel. Diese wurden auch dort ausgestellt. Ein weiterer prominenter Gast war der deutsche Bundeskanzler Konrad Adenauer. Er hielt dem Haus mehr als 20 Jahre die Treue und verbrachte in den Jahren 1924–1927, 1930, 1932, 1938, 1939 und letztlich 1947 seine Sommerferien im Grand Hotel Chandolin.

## Umgebung
Das Grand Hotel liegt wenig oberhalb des Ortes Chandolin auf einer südlich ausgerichteten Sonnenterrasse. Dadurch ergibt sich ein Panorama auf die 4000 m hohen Gipfel des Alpenhauptkamms. Darunter einige der höchsten und bekanntesten Berge der Schweiz. Dazu gehören unter anderem Matterhorn, Weisshorn, Obergabelhorn, Dent Blanche oder Zinalrothorn.
Der Skitourismus wird im Winter direkt durch die Skigebiete St.Luc/Chandolin, sowie in kurzer Entfernung Grimentz und Zinal, bedient. Im Sommer ist das Val d’Anniviers Ausgangspunkt vieler Hochtouren. Unter anderem mit Anbindung an die Haute Route. Das Grand Raid Cristalp, ein Mountainbikerennen der europäischen Spitzenklasse, führt von Verbier über 131 km (4700 Meter Höhendifferenz) durch sechs Täler und endet seit 1990 jedes Jahr im nahe gelegenen Grimentz.
In kurzer Entfernung vom Hotel befindet sich der Illgraben. Dieser ist von geologischem Interesse, denn er ist einer der aktivsten Wildbachgerinne der Schweizer Alpen mit einem 10 km² messenden Erosionstrichter.

## Kultur
Das Hotel versucht sich, neben seiner Funktion als Hotel, auch in der Pflege seines historischen Erbes und als Mittler von Kunst und Kultur im Val d’Anniviers. Vorträge, regionale und überregionale Musikabende sowie Ausstellungen und wissenschaftliche Kongresse finden hier satt. Dazu gehörten zum Beispiel die 1. International Summer School in Affective Science und die Ausstellungen von Anne Deriaz, einer Freundin von Ella Maillart. Dieser berühmten Einwohnerin Chandolins ist im Ort ein Museum gewidmet. Bekannt ist das Haus auch für seine Ausstellungen regionaler Fotokunst.